# Vas Blackwood
Vasta Roy "Vas" Blackwood (nacido el 19 de octubre de 1962) es un actor británico de Londres.
Blackwood interpretó al compañero de Lenny Henry, Winston Churchill en The Lenny Henry Show (1987) y a David Sinclair en Casualty (1196-1997). Desde que interpretó a Rory Breaker en la exitosa película Lock, Stock and Two Smoking Barrels (1998), ha tenido varios papeles cinematográficos, incluidos Mean Machine (2001), 9 Dead Gay Guys (2002) y Creep (2004). En 2005 apareció en A Bear's Tail, un spin-off de Bo' Selecta!. También apareció como Lennox Gilbey en Only Fools and Horses. Además interpretó al personaje principal Dexter en Spatz.
En 2008 realizó trabajos de doblaje en el videojuego Fable II.
En 2013, hizo un trabajo de doblaje en un anuncio de Tesco, que se lanzó y reprodujo en varios canales diferentes del Reino Unido durante el período de verano.
Blackwood fue fundador del blog virtual en línea Vastaman.com, que ya no existe. Su primo es la personalidad de los medios Richard Blackwood.

## Filmografía
| Año        | Título                              | Papel              | Notas                                                              |
| ---------- | ----------------------------------- | ------------------ | ------------------------------------------------------------------ |
| 1984       | Annika                              | Alan               | Miniserie de televisión                                            |
| 1984       | Arthur's Hallowed Ground            | Henry              | Película de televisión                                             |
| 1985       | Girls on Top                        | Mikey              | Serie de ITV (1 episodio: Serie 1, episodio 6 - Skankin')          |
| 1986       | Only Fools and Horses               | Lennox Gilbey      | Serie de BBC (1 episodio: Serie 5, episodio 3 - The Longest Night) |
| 1987–88    | The Lenny Henry Show                | Winston            | Serie de televisión (12 episodios)                                 |
| 1989       | In Sickness and in Health           | Pele               | Serie de televisión (4 episodios)                                  |
| 1990–1992  | Spatz                               | Dexter Williams    | Serie de televisión (33 episodios)                                 |
| 1998       | Lock, Stock and Two Smoking Barrels | Rory Breaker       |                                                                    |
| 1998       | Babymother                          | Caeser             | Película de televisión                                             |
| 2001       | Mean Machine                        | Massive            |                                                                    |
| 2002       | The Escapist                        | Vin                |                                                                    |
| 2002       | Fun at the Funeral Parlour          | Coltrane Benz      |                                                                    |
| 2002       | 9 Dead Gay Guys                     | Donkey-Dick Dark   |                                                                    |
| 2003       | The Trouble with Men and Women      | Travis             |                                                                    |
| 2003       | One Love                            | Scarface           |                                                                    |
| 2004       | Creep                               | George             |                                                                    |
| 2006       | Rollin' with the Nines              | Finny              |                                                                    |
| 2007–08    | My Spy Family                       | Des                | Serie de televisión (5 episodios)                                  |
| 2008       | Daylight Robbery                    | Lucky              |                                                                    |
| 2011       | Mercenaries                         | Zac                |                                                                    |
| 2012       | Offender                            | Detective Boaz     |                                                                    |
| 2012       | All God's Children                  | Mark               |                                                                    |
| 2014       | The Guvnors                         |                    |                                                                    |
| 2016       | The Comedian's Guide to Survival    | Dustin Langer      |                                                                    |
| 2016, 2018 | Thunderbirds Are Go                 | Pirate Reece (voz) | 2016, 2018                                                         |
| 2020       | Original Gangster                   | Bobby Bravo        |                                                                    |
| 2023       | Sumotherhood                        | TBC                |                                                                    |